# Тур Нанкина
Тур Нанкина (англ. Tour of Nanjing) — шоссейная однодневная велогонка, в 2013 году прошедшая в китайском городе Нанкин в рамках UCI Asia Tour (категория 1.2).

## Призёры
| Год  | Победитель       | Второй          | Третий      |
| ---- | ---------------- | --------------- | ----------- |
| 2013 | Алоис Каньковски | Юрий Метлюшенко | Иржи Гохман |